# Титов, Алексей Тимофеевич
Алексей Тимофеевич Титов (25 мая 1912, Гнездилово, Смоленская губерния — 28 сентября 1943, Полесская область) — полковой инженер 221-го гвардейского стрелкового полка 77-й гвардейской стрелковой дивизии 61-й армии Центрального фронта, гвардии старший лейтенант, Герой Советского Союза.

## Биография
Родился в 1912 году в деревне Гнездилово (ныне — Спас-Деменского района Калужской области). С 1927 года жил в городе Енакиево Донецкой области Украины. Образование среднее. Работал горным мастером на шахте «Красный Октябрь» комбината «Орджоникидзеуголь».
В Красной Армии с 1941 года. Участник Великой Отечественной войны с августа 1941 года. Сражался на Южном, Брянском и Центральном фронтах. Принимал участие в обороне Киева, Сталинградской битве. Член ВКП(б) с 1943 года.
Полковой инженер 221-го гвардейского стрелкового полка гвардии старший лейтенант Алексей Титов при форсировании полком Днепра 28 сентября 1943 года в районе деревни Вялье Брагинского района Гомельской области Белоруссии руководил постройкой плотов из лодок и подручного материала. Затем под огнём противника переправлял бойцов, которые захватили плацдарм на правом берегу реки. Гвардии старший лейтенант Алексей Титов погиб в этом бою.
Похоронен в братской могиле в селе Неданчичи Репкинского района Черниговской области.
Указом Президиума Верховного Совета СССР «О присвоении звания Героя Советского Союза генералам, офицерскому, сержантскому и рядовому составу Красной Армии» от 15 января 1944 года за «образцовое выполнение боевых заданий командования по форсированию реки Днепр и проявленные при этом мужество и героизм» гвардии старшему лейтенанту Титову Алексею Тимофеевичу присвоено звание Героя Советского Союза.
Награждён орденами Ленина, Отечественной войны 2-й степени, Красной Звезды, медалями «За отвагу», «За оборону Сталинграда».
Память
- На родине Героя, в городе Спас-Деменск Калужской области, на Аллее Славы установлен обелиск.
- В городе Енакиево на аллее Героев установлена памятная стела А. Т. Титова.
- Его именем названа улица в селе Неданчичи.